# Гленкаллен (Мейо)
Гленкаллен (англ. Glencullen; ирл. Gleann Coilín / Gleann Cuilinn) — деревня в Ирландии, объединяющая в себе два таунленда, находится в графстве Мейо (провинция Коннахт).
Гленкаллен расположен в длинной, хорошо защищённой долине. Большая часть земель, на которых расположена деревня, относилась к землям, на которые «люди не из Маллета приходили пасти скот в летнее время».
Многие местные женщины вышли замуж в Килкоммон.